# نجير ألبي
النجير الألبي (باللاتينية: Agrostis alpina) نوع نباتي يتبع جنس النجير (باللاتينية: Agrostis) وينتمي إلى الفصيلة النجيلية.

## الموئل والانتشار
موطنه المغرب العربي وغرب أوروبا ووسطها.